# 艾莉西斯·藍
艾莉西斯·藍·吉拉貝奇（英語：Alexis René Glabach，1996年11月23日—）或簡稱艾莉西斯·藍（英語：Alexis Ren），是一名美國女模特兒、社交媒體名人、演員、企業家以及環境和心理健康活動家，曾登上多本知名雜誌的封面及泳裝刊物的寫真。

## 早期生活
艾莉西斯·藍出生於加利福尼亞州聖塔莫尼卡。她的教育主要為在家自學，也是五個兄弟姐妹中的老三。她的母親是一名健康營養學家，因乳癌而於2013年去世。

## 職業生涯
2017年8月，艾莉西斯·藍是該月發行的《美信》之封面女郎。2018年3月，她登上《美信》墨西哥版的封面及成為《運動畫刊泳裝特輯》的新秀。
除了雜誌外，藍也在手機遊戲《太空戰士15：新帝國》的一系列廣告中演出。而她也推出了一款名為Ren Active的運動裝系列品牌。
截至2018年，她的Instagram擁有1210萬的粉絲。

## 個人生活
藍本身有著厭食症，並稱自己處於「一種心靈有毒的狀態」。
藍的男友為同樣身為模特兒兼網路紅人的傑·阿爾瓦雷斯（Jay Alvarrez）。直到2017年2月，藍宣布自己已和阿爾瓦雷斯分手。

## 外部連結
- 艾莉西斯·藍在互联网电影资料库（IMDb）上的資料（英文）
- 艾莉西斯·藍的X（前Twitter）
- 艾莉西斯·藍的Instagram帳戶